# Wallace Carothers
Wallace Hume Carothers (Burlington, 27 de abril de 1896 — Filadélfia, 29 de abril de 1937) foi um químico estadunidense inventor e o líder de química orgânica na DuPont de Nemours, Inc., que foi creditada com a invenção de nylon.

## Carreira
Carothers era um líder de grupo no laboratório da Estação Experimental DuPont, perto de Wilmington, Delaware, onde a maioria das pesquisas com polímeros era realizada. Carothers era um químico orgânico que, além de desenvolver o náilon, também ajudou a lançar as bases para o neoprene. Depois de receber seu Ph.D., ele lecionou em várias universidades antes de ser contratado pela DuPont para trabalhar com pesquisa fundamental.
Casou-se com Helen Sweetman em 21 de fevereiro de 1936. Carothers passava por períodos de depressão desde a juventude. Apesar de seu sucesso com o náilon, ele sentia que não havia realizado muito e que estava sem ideias. Sua infelicidade foi exacerbada pela morte de sua irmã, e em 28 de abril de 1937 ele cometeu suicídio bebendo cianeto de potássio.

## Patentes
- Patente E.U.A. 1 995 291 "Carbonato de Alquileno e Processo de Fabricação", depositada em novembro de 1929, emitida em março de 1935
- Patente E.U.A. 2 012 267 "Alkylene Ester of Polybasic Acids", depositada em agosto de 1929, emitida em agosto de 1935
- Patente E.U.A. 2 071 250 "Linear Condensation Polymers", depositada em julho de 1931, emitida em fevereiro de 1937

## Prémios e honrarias
- National Inventors Hall of Fame (1984)
- Medalha Lavoisier (DuPont) (1990)[5]